# Ines Khouildi
Ines Khouildi (nacida el 11 de marzo de 1985) es una jugadora de balonmano tunecina. Juega para el club Thüringer HC y para el equipo nacional tunecino de Balonmano.
Fue parte  del equipo tunecino en el Campeonato Mundial de Balonmano Femenino de 2009 en China, donde Túnez quedó en 14º puesto.